# داريل هاي
داريل هاي هو لاعب هوكي الجليد كندي، ولد في 2 أبريل 1980 في كاملوبس في كندا.

## وصلات خارجية
- داريل هاي على موقع دوري الهوكي الوطني (الإنجليزية)
- داريل هاي على موقع EliteProspects.com (الإنجليزية)
- داريل هاي على موقع HockeyDB.com (الإنجليزية)